# People’s National Congress (Malediven)
Der People’s National Congress (Dhivehi ޕީޕަލްސް ނެޝެނަލް ކޮންގްރެސް) ist eine politische Partei der Malediven. Die Partei wurde erst im Januar 2019 gegründet. Die Partei wurde vom ehemaligen Präsidenten Abdulla Yameen Abdul Gayoom lanciert, der dafür und aufgrund von Führungsstreitigkeiten die Progressive Party of Maldives (PPM) verließ.
Die PNC wurde gegründet mit Unterstützung der Abgeordneten Abdul Raheem Abdulla aus Fonadhoo und Abdulla Khaleel aus Nilandhoo. Die beiden wurden bald darauf Präsident beziehungsweise Vizepräsident der Partei.

## Geschichte
Die PNC ging am 2. Februar 2019 eine Allianz mit der Progressive Party of Maldives ein und zusammen bildeten sie die „Progressive Congress Coalition“.
Die PNC gewann 3 Sitze im 19. Parlament: Vizepräsident Mohamed Saeed (Maavah constituency) und Adam Shareef Umar (Maduvvari constituency), sowie Ibrahim Fazul Rasheed (Felidhoo constituency). Der Parteiführer Abdul Raheem Abdulla verlor seinen Sitz in der Fonadhoo constituency.
Die Inaugural National Conference (Nationaler Gründungsparteitag) wurde Ende April 2019 abgehalten und die ehemaligen Parlamentarier Ahmed Nihan Hussain Manik, Ibrahim Shujau und der ehemalige Wirtschaftsminister Mohamed Saeed wurden als Vizepräsidenten der Partei gewählt. Nachdem der ehemalige Parlamentarier Ahmed Nihan Hussain Manik die Partei verlassen hatte, wurde Mohamed Nimal, der ehemalige Fenaka Managing Director, als Vizepräsident der PNC ernannt.